# Cendrillon (Viardot)
Pour les articles homonymes, voir Cendrillon (homonymie).
Cendrillon est une opérette de chambre dialoguée en trois actes composée par Pauline Viardot et adaptée du conte de Cendrillon. L'œuvre, dont la distribution compte sept personnes et un pianiste, est créée au salon parisien de Viardot le 23 avril 1904, alors qu'elle avait quatre-vingt trois ans, et est publiée plus tard dans l'année. Cette œuvre s'inspire aussi de la courte pièce de théâtre de Nicholay Checkhov (ru) La Reine des Neiges adaptée du conte d'Andersen. La date de composition est inconnue, mais estimée à après 1883, date de mort de l'ami de Viardot (et peut-être de son amant) Ivan Tourgueniev car il n'a pas écrit le livret. Il est décrit comme « un récit de l'histoire de Cendrillon avec un esprit gaulois, un bel canto à l'italienne et une étrangeté qui lui est propre [à Viardot] ».
L'intrigue reste fidèle au conte de fées original de Perrault, mais adopte une approche plus légère que les autres adaptations lyriques de Massenet, Rossini et Isouard. La méchante belle-mère est remplacée par un beau-père maladroit et désemparé et la fée marraine (La Fée), invitée à la fête, chante pour divertir les invités. Cet opéra, dans sa représentation complète, dure un peu plus d'une heure.

## Distribution
| Rôle                                         | Type de voix  | Première distribution, 23 avril 1904 |
| -------------------------------------------- | ------------- | ------------------------------------ |
| Le baron de Pictordu                         | baryton       |                                      |
| Marie, dite Cendrillon, fille de Pictordu    | soprano       |                                      |
| Armelinde, une autre fille de Pictordu       | mezzo-soprano |                                      |
| Maguelonne, une autre fille de Pictordu      | soprano       |                                      |
| La fée (Fée marraine)                        | soprano       |                                      |
| Le prince charmant                           | ténor         |                                      |
| Le comte Barigoule                           | ténor         |                                      |
| Invités au bal, dames, valets de pied royaux | Chœur         |                                      |

## Argument
La scène est en France, au début du vingtième siècle.

### Acte I
Cet opéra présente une réalité alternative, où la royauté existe au début du vingtième siècle. Marie (Cendrillon) vit chez son père, le Baron de Pictordu, petit noble, où elle travaille comme une servante. L'opéra commence par une scène où Marie chante un chant folklorique (Il était jadis un prince) au sujet d'un prince ne voulant épouser qu'une princesse, et ne trouvant donc pas d'épouse convenable. Un mendiant vient demander argent et nourriture (il s'agit du prince déguisé pour chercher une épouse). Marie part demander de l'argent à ses sœurs; elle n'obtient rien, mais donne au mendiant les quelques pièces qu'elle a. Armelinde et Maguelonne entrent alors  dans le salon pour chasser le mendiant (Nous sommes assaillies). Marie répond en demandant qui nettoierait la maison et s'occuperait de la famille si elle devait partir (Si je n'y venais pas, qui donc le balaierait?), déclarant qu'elle devrait au moins pouvoir chanter sa chanson, qu'elle se remet à chanter avant d'être interrompue par un autre coup à la porte, de nouveau par le Prince qui est cette fois déguisé en son Valet, Barigoule, avec une invitation à un bal ce soir-là. Les sœurs acceptent et partent se préparer (Je serai charmante).
Marie pense au Valet qu'elle décrit comme ayant un "charme si distinct" tandis que Pictordu se réveille en peignoir. Marie tente de le saluer en l'appelant "papa", mais il la repousse en l'appelant "enfant". Les sœurs appellent Marie. Pendant ce temps, le Baron commente qu'il ne se sent pas bien : il a vu une camionnette qui lui a rappelé l'époque d'avant qu'il ne soit baron, alors qu'il travaillait comme marchand de légumes (Hier je vis circulant une voiture immense) ; il évoque aussi une peine de prison  20 ans auparavant, un ancien amour Gothon, et dit "Vive la France !". Les sœurs reviennent après l'air de Baron, lui apprennent l'invitation au bal et l'encouragenr à se préparer (reprise de Je serai charmante). Maguelonne se moque de Marie car cette dernière ne pourra assister au bal ; Marie répond qu'elle ne veut qu'être aimée par sa famille (Chères sœurs).
Après le départ du Baron, de Maguelonne et d'Armalinde, Marie recommence son air, chantant combien elle voudrait revoir le Valet, et attire ainsi l'attention de sa fée marraine (la Fée) qui arrive pour envoyer Marie au bal (Je viens te rendre à l'espérance). L'adaptation étant plutôt fidèle au conte original, la Fée transforme une citrouille en carrosse, des souris en chevaux, des lézards en valets de pied et un rat en cocher. La marraine de Marie lui rappelle d'être de retour à minuit pour que le sort ne se brise pas, tout en lui donnant des pantoufles (dans cette adaptation, il n'est pas question de leur matière) et un voile magique qui transformera ses haillons en une belle robe. La Fée envoie sa filleule au bal avant d'y aller elle-même.

### Acte II
De retour au palais, le Prince et Barigoule ont de nouveau échangé leurs rôles pour la soirée et Barigoule chante son bonheur d'être le Prince (Puisque me voila Prince). La famille Pictordu (sans Marie) arrive alors et se présente à Barigoule. Alors que Barigoule tente de chasser Maguelonne et Armalinde, le Prince remarque qu'une autre femme doit être officiellement présentée. La foule est déconcertée par sa beauté (Quelle est cette belle inconnue ?) avant que le prince ne se rende compte qu'il s'agit de la femme dont il est tombé amoureux quand il était déguisé en mendiant. Marie le reconnait aussi. La Fée chante ensuite un air. La partition précise qu'il peut s'agir de n'importe quelle chanson choisie par le chanteur ou le metteur en scène: elle est omise dans certaines représentations, dans d'autres des adaptations vocales des Mazurkas de Chopin par Viardot sont chantées, en particulier La Fête (Le Festival), qui traite d'un village se préparant pour un bal. Après l'air de La Fée, Barigoule fait danser les dames auxquelles la foule demande un menuet. Après le bal, toute la foule part pour le buffet, tandis que Marie et le Prince passent un moment seuls (C'est moi, ne craignez rien !). A la fin du duo, ils s'embrassent avant que Marie ne se rende compte que minuit est venu et reparte brusquement en laissant derrière elle une pantoufle, tandis que les invités chantent une chanson entraînante (La belle fille, toi qui vends des roses).

### Acte III
Le baron Pictordu se réveille dans sa maison, déclarant que le Prince (en réalité, l'homme qu'il prenait pour le Prince), ressemblait à quelqu'un qu'il connaissait autrefois. Barigoule arrive en ayant la même impression et en révélant sa véritable identité: il travaillait avec Pictordu quand il était marchand de légumes. Ils se remémorent leur travail passé et leur amour commun Gothon ( Votre altesse me fait l'honneur). Barigoule rapporte que le Prince cherche la dame du bal qui a laissé sa pantoufle, pour l'épouser. Les sœurs, entendant cette parole, se montrent enthousiastes (Quelle drôle d'aventure). Barigoule entend au loin la marche royale du Prince, qui arrive avec son valet de pied (Silence!). Le prince, sous sa véritable identité, remercie les dames d'avoir répondu à son appel et ordonne à Barigoule d'essayer la pantoufle sur chacune. La pantoufle n'allant à aucune des sœurs, le Prince en conclut que la mystérieuse dame ne vit pas dans cette maison, mais Barigoule se souvient que trois dames habitent la maison de Pictordu. Le prince interroge Amalinde et Maguelonne à ce sujet et on lui révèle que la troisième est dans la cuisine. Le prince ordonne à Barigoule de retrouver l'autre sœur et d'essayer la pantoufle sur elle. La pantoufle va à Marie. Le prince demande immédiatement à Marie de l'épouser et sa famille lui demande de leur pardonner la façon dont ils l'ont traitée. La Fée revient pour adresser ses meilleurs vœux au nouveau couple, leur enjoignant d'être heureux (Je viens pour la dernière fois) tandis que la foule chante à quel point le nouveau couple est joyeux et bouillonnant d'amour (Finale: De leur bonheur). Le rideau se ferme sur Marie et le prince qui s'embrassent, sur le point de vivre heureux pour toujours.

## Représentations
Cette œuvre n'est que rarement jouée au vingtième siècle. En 2004, Cendrillon est joué  au Caramoor International Music Festival ainsi qu'au Lyric Opera de Los Angeles. Cendrillon gagne en popularité en tant que production collégiale, peut-être en raison de son accessibilité vocale, de ses exigences instrumentales légères et de sa mise en scène très flexible. Parmi les productions universitaires récentes, on compte une représentation en anglais de l'Université Cornell en 2007  et une autre en français de l' Université La Sierra en 2008. Ithaca College présente cette œuvre avec L'Enfant et les Sortilèges de Maurice Ravel . A Baden-Baden, où Pauline Viardot vécut quelques-unes de ses dernières années, le théâtre local adapta une version de Cendrillon pour son jubilé de 150 ans. Cendrillon a été mis en scène pour ses débuts canadiens à Saint-Eustache dans le cadre du Festival Opera de St-Eustache en 2015 .
L'opéra reçoit sa première au Royaume-Uni en 2016 par le Northern Opera Group. Une adaptation cinématographique est produite en 2020. Cette œuvre est ensuite interprétée au Royaume-Uni par des compagnies telles que Opera North, Buxton Festival, Dorset Opera, Guildhall School et Opera on Location[réf. nécessaire].
En Irlande, la première est jouée le 22 octobre 2017 dans une production du North Dublin Opera au Dlr Mill Theatre Dundrum, à Dublin. Elle est présentée au Wexford Festival Opera 2019 avec Isolde Roxby dans le rôle-titre[réf. nécessaire].
L'Opéra de Lausanne l'a programmé en novembre 2023.[pertinence contestée]
En Novembre 2024, le Conservatoire de Clermont-Ferrand organise 2 représentations au format opéra de salon à l’Opéra-Théâtre de Clermont-Ferrand. Pour l’occasion une vingtaine de costumes inspirés de la mode aristocratique des années 1860 sont créés par le département costume. Une avant-première est organisée en collaboration avec le Crous en Mai de la même année.

## Airs et sélections notables
- Il était jadis un Prince  Air : Cendrillon dans l'acte 1 – cet air forme le leitmotiv de Cendrillon[5].
- Je serai charmante, toujours élégante  Trio : Les sœurs et Cendrillon dans l'acte 1, récurrent dans un matériau thématique ultérieur.
- Je viens te rendre à l'espérance  Air : La Fée dans l'acte 1 - comprend le leitmotiv de La Fée. Jodie Devos et Caroline Meng l'ont enregistré.
- C'est moi ne craignez rien !  Duo d'amour entre Le Prince et Cendrillon dans l'acte 2 - Viardot a utilisé le même air dans son opéra précédent, Le dernier sorcier, créé en 1869, comme duo d'amour entre Stella et Lelio. Certaines personnes trouvent des similitudes entre l'ouverture de cet air et "Elle a fui, la tourtelle," des Contes d'Hoffmann de Jacques Offenbach, mais cet opéra étant créé en 1881, soit après 1869, Offenbach ne put influencer Viardot.

## Enregistrements
- Cendrillon de Pauline Viardot. André Cognet (baryton) Pictordu ; Sandrine Piau (soprano) Cendrillon ; Jean Rigby (mezzo) Armelinde; Susannah Waters (soprano) Maguelonne; Élizabeth Vidal (colorature) La Fée; Jean-Luc Viala (ténor) Prince Charmant ; Paul Austin Kelly (ténor) Barigoule. Avec le Geoffrey Mitchell Choir et Nicholas Kok, pianiste et chef d'orchestre. Enregistré à Rosslyn Hill Chapel, Hampstead, Londres en 2000. Opera Rara ORR 212.